# Argumento verbal
Un argumento verbal, actante o valencia es un complemento o un constituyente requerido obligatoriamente por el significado de un cierto verbo en una lengua cualquiera. Cuando este constituyente es requerido necesaria y obligatoriamente por ese verbo, se dice que tal verbo "subcategoriza" o "rige" dicho complemento o argumento. Los complementos del verbo no obligatorios se califican de adjuntos o periféricos.
Por ejemplo en español todos los verbos, excepto los meteorológicos (llueve, nieva, ...), requieren un sujeto obligatoriamente, los verbos transitivos requieren al menos otro argumento más denominado complemento directo, y algunos verbos pueden requerir un sintagma preposicional (pienso en ti). Podemos categorizarlos así:
- Verbos con 0 argumentos: en español, los impersonales, que ni siquiera requieren sujeto: "llueve", "nieva", "anochece..."
- Verbos con 1 argumento: en español, los que solo requieren sujeto: "morir", "brincar"...
- Verbos con 2 argumentos: en español, los que requieren no solo sujeto, sino un complemento, por lo general el complemento directo o un complemento de régimen verbal: Pedro rompió el jarrón, Pedro se ceñía al asunto.
- Verbos con 3 argumentos: en español, los que por lo general requieren no solo sujeto, sino complemento directo e indirecto, por ejemplo "enseñar": Pedro enseña gramática a sus alumnos.
- Verbos con 4 o más argumentos: en español, los que por lo general requieren más complementos: por ejemplo, "rentar": Esa inversión me rentaba diez mil euros por mes a interés compuesto.

Hay un tipo de complementos que no son obligatorios; suelen ser los complementos circunstanciales no exigidos por el significado del verbo. Estos se denominan complementos adjuntos o periféricos. 

## Marcaje de los argumentos
Los verbos transitivos y los bitransitivos requieren más de un argumento. Eso implica que para poder distinguir qué función o papel temático desempeña cada argumento es necesario recurrir a algún tipo de alineamiento morfosintáctico o marcación de caso. Los procedimientos que usan las lenguas del mundo para distinguir entre los diferentes argumentos son variados pueden ir desde el señalamiento mediante adposiciones o partículas, los afijos flexivos en los constituyentes, la coindexación en el verbo, orden de los constituyentes, entonación o una combinación de esos procedimientos.
La ausencia de afijos o adposiciones para distinguir algún complemento verbal es más común en los argumentos que en los adjuntos. Los adjuntos frecuentemente reciben caso oblicuo o se marcan mediante adposiciones (preposiciones o postposiciones).

## Lenguas ergativas
Debido al comportamiento curioso de lo que en lenguas nominativo-acusativas se llaman "sujeto" y "objeto" (en una lengua de este tipo el primero está fuera del sintagma verbal y el segundo dentro), convendría hablar de los dos argumentos obligatorios de un verbo transitivo como el "argumento externo" (al SV) y el "argumento interno" (al SV).
En las lenguas ergativas parece que el elemento marcado en caso ergativo es interno al SV (que frecuentemente designa al agente intencional de una acción) mientras que el tema o paciente parece ser el argumento externo. Eso explica el comportamiento de ciertas elisiones permitidas en un lenguas nominativo-acusativas y prohibidas en lenguas ergativas, mientras que estas segundas tienen construcciones normales que son anómalas en las primeras.
Además en las lenguas nominativo-acusativas la pasivización significa la "promoción a sujeto del objeto" mientras que las lenguas ergativas suelen tener antipasivización que significa la "promoción del agente a paciente". En ambos casos el cambio de diátesis supone que el que era argumento interno pasa a externo, y el externo es eliminado (aunque puede ser expresado opcionalmente como adjunto verbal en algún caso oblicuo o caso preposicional).